# 东方肝胆外科医院

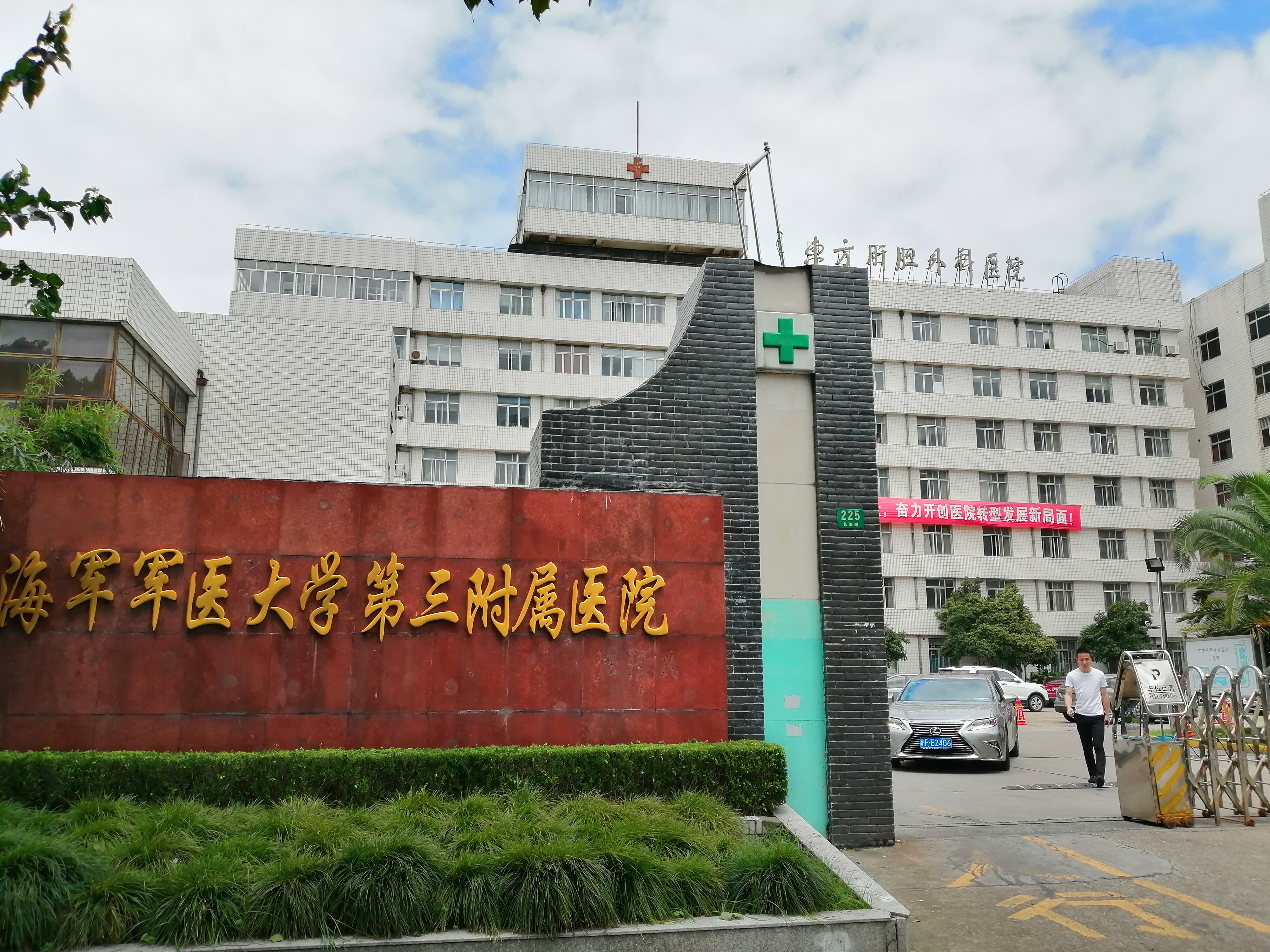
东方肝胆外科医院长海院区（2019年8月），其左侧大门标识已更换为“海军军医大学第三附属医院”

东方肝胆外科医院、东方肝胆外科研究所（中国人民解放军海军军医大学第三附属医院），位于上海市，隶属中国人民解放军海军军医大学，是三级甲等综合医院。

## 简介
医院由中国科学院院士吴孟超创建并领导。1958年吴孟超、张晓华、胡宏楷三人组成长海医院肝胆外科研究小组。1963年，吴孟超成功完成世界第一例中肝叶切除术。1978年，吴孟超在长海医院申请成立了中华人民共和国第一个肝胆外科。1993年，吴孟超提议成立肝胆外科医院。不久肝胆外科成为长海医院的“院中院”。1993年5月，中共中央总书记、国家主席、中央军委主席江泽民题写了“东方肝胆外科医院、研究所”的院名、所名。1996年，吴孟超获中央军委授予“模范医学专家”称号。1996年9月，中国人民解放军第二军医大学第三附属医院（东方肝胆外科医院、东方肝胆外科研究所）成立，这是中华人民共和国最大的肝胆外科医院和研究所，也是中华人民共和国第一个肝胆外科专科医院。1996年9月10日第二军医大学举行宣布东方肝胆外科医院领导班子任命大会，吴孟超任院长，杭开才任政委。1996年12月被中国人民解放军总后勤部批准为“三级甲等”专科医院。此后该医院又发展成为以肝胆外科为特色的三级甲等综合医院。
2006年，该医院计划西迁安亭。2010年12月安亭院区开工建设，2012年6月结构封顶。2015年10月18日，安亭院区试运行。2017年，更名中国人民解放军海军军医大学第三附属医院。
国家肝癌科学中心与医院毗邻，是由吴孟超院士、王红阳院士牵头成立的国家级肝癌研究中心，以安亭新院为依托。

## 科技研發
肝癌检测方法主要分为传统检测和基因检测两种，基因法是未來研發方向。2019年中国临床肿瘤学年会發布論文表示一種PreCar專案已經有重大成功，该项目由瑞基因科技、国家肝癌科学中心、上海东方肝胆外科医院聯合研發，透過基因檢驗能在很早期微小階段檢驗出肝癌，比傳統法提前6—12个月能大幅提高5年生存率達四倍。但目前此法依然處於高價格的自費項且要例行性時常檢驗方能發揮其優勢。

## 历任领导
| 院长 1. 吴孟超 特级文职干部、院士（1996年9月—2019年1月） | 政治委员 1. 杭开才（1996年9月—2007年） 2. 李捷玮 大校（2007年—2012年） 3. 张全民 大校（2012年7月—） |